# Erdélyi Híradó
Erdélyi Híradó kolozsvári politikai újság 1827–1848 közt. 1827-ben Hazai Híradó címmel indult, 1848. június 1-jétől Kolozsvári Híradó címen jelentkezett. Ismeretterjesztő melléklapjai a Nemzeti Társalkodó (1830–1844) és a Vasárnapi Újság (1834–1848). Periodicitás: hetente kétszer (hétfő, csütörtök).

## Szerkesztői
Kezdetben Pethe Ferenc szerkesztette és adta ki, 1831-től Méhes Sámuel, 1848 májusától Ocsvay Ferenc. Beszámoló stílus és lokálpatriotizmus jellemezte a lapot az első évtizedben. 1842-ben nagyon megváltozott a lap jellege, amikor egy rövid időre Kemény Zsigmond és Kovács Lajos vette kezébe a szerkesztést, ekkor a lap a nemesi reformmozgalom orgánuma lett. Kemény Zsigmond meghonosította a vezércikk műfaját, 1842-ben a lap 104 számából 44-ben Kemény Zsigmond vezércikkei olvashatók. E miatt vizsgálatot is indítottak a lap ellen, így Kemény Zsigmond Kovács Lajossal együtt visszavonult a lapszerkesztéstől, helyüket Teleki Domokos gróf vette át. A lap 1848. november 10-én szűnt meg.